# Pierrevert
Pour le vin, voir pierrevert (AOC).
Pierrevert (Peiravèrd en provençal selon la norme classique et Pèiro-Verd / Peiraverd selon la norme mistralienne) est une commune française située dans le département des Alpes-de-Haute-Provence, en région Provence-Alpes-Côte d'Azur.

## Géographie

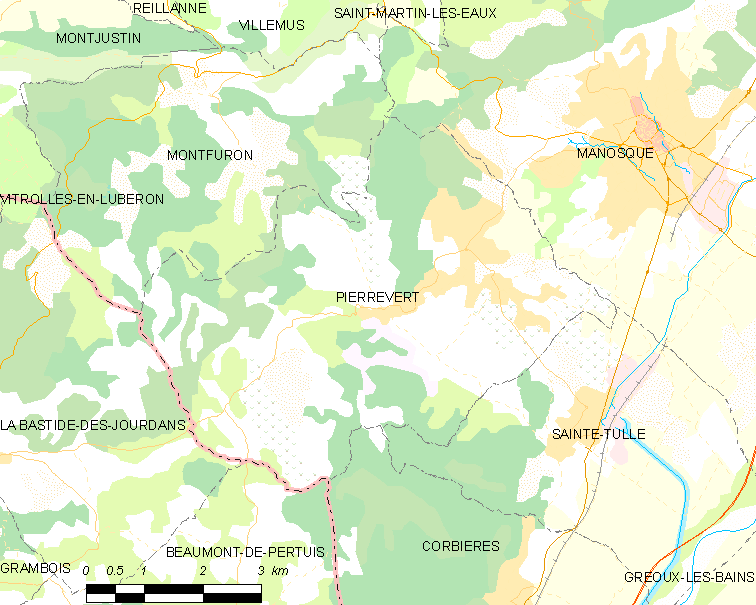
Pierrevert et les communes voisines (Cliquez sur la carte pour accéder à une grande carte avec la légende).

Située en Provence, Pierrevert est au carrefour des départements du Var, de Vaucluse, des Bouches-du-Rhône et des Alpes-de-Haute-Provence. Pierrevert se situe à 5 km à l'ouest de Manosque, à 5 km de Sainte-Tulle, à 7 km de Montfuron, à 8 km de Corbières-en-Provence, à 11 km de La Bastide-des-Jourdans et à 14 km de Beaumont-de-Pertuis.
La ville se trouve dans le parc naturel régional du Luberon et est traversée par le sentier de grande randonnée GR4.
Les communes limitrophes de Pierrevert sont Montfuron, Manosque, Sainte-Tulle, Corbières-en-Provence et, dans le département de Vaucluse, Beaumont-de-Pertuis et La Bastide-des-Jourdans.

### Relief

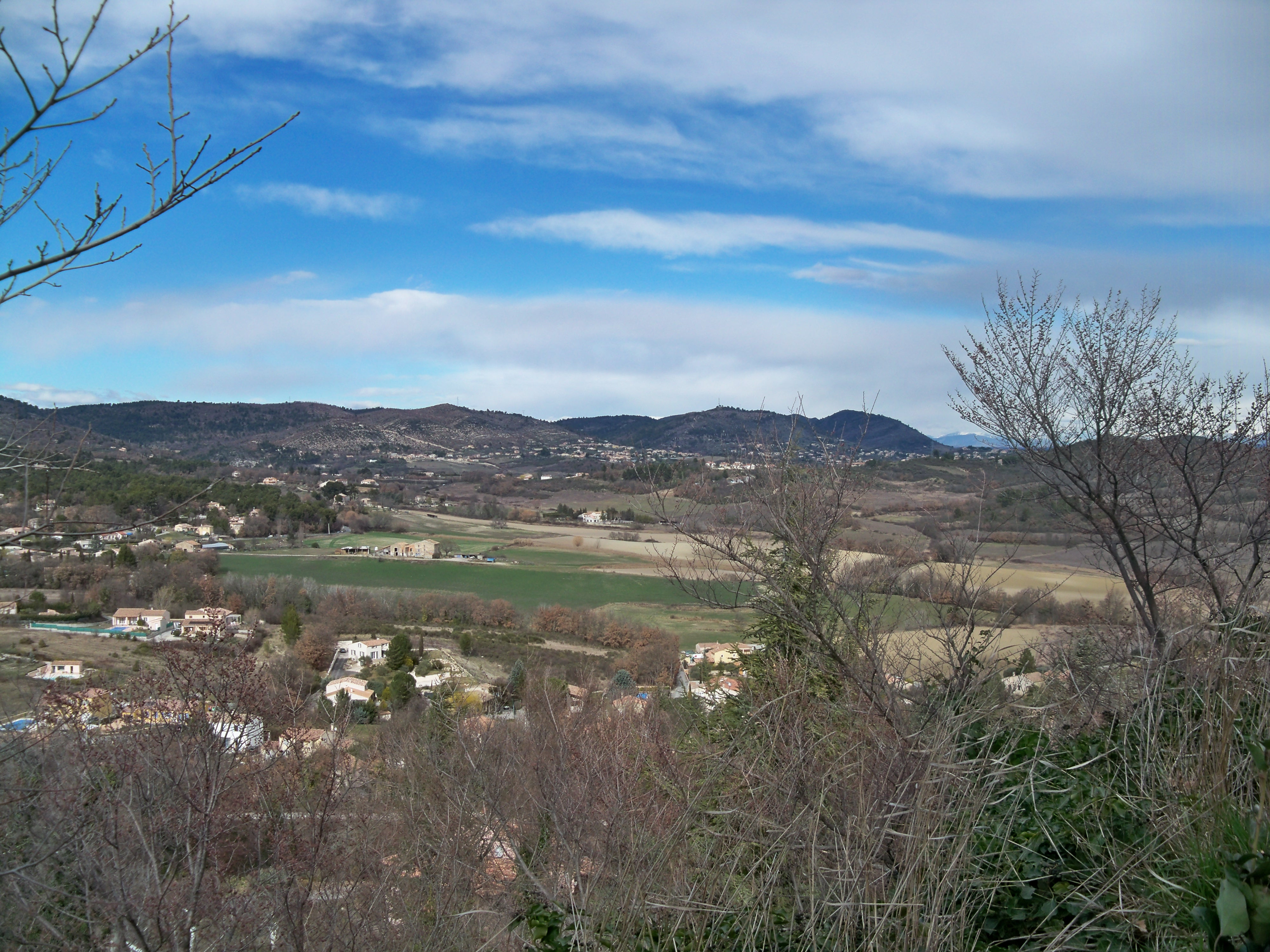
Vue de Pierrevert.

### Climat
Pour des articles plus généraux, voir Climat de Provence-Alpes-Côte d'Azur et Climat des Alpes-de-Haute-Provence.
En 2010, le climat de la commune est de type climat méditerranéen franc, selon une étude du Centre national de la recherche scientifique s'appuyant sur une série de données couvrant la période 1971-2000. En 2020, Météo-France publie une typologie des climats de la France métropolitaine dans laquelle la commune est dans une zone de transition entre le climat de montagne et le climat méditerranéen et est dans la région climatique Provence, Languedoc-Roussillon, caractérisée par une pluviométrie faible en été, un très bon ensoleillement (2 600 h/an), un été chaud (21,5 °C), un air très sec en été, sec en toutes saisons, des vents forts (fréquence de 40 à 50 % de vents > 5 m/s) et peu de brouillards.
Pour la période 1971-2000, la température annuelle moyenne est de 12,3 °C, avec une amplitude thermique annuelle de 17,5 °C. Le cumul annuel moyen de précipitations est de 724 mm, avec 6,1 jours de précipitations en janvier et 2,8 jours en juillet. Pour la période 1991-2020, la température moyenne annuelle observée sur la station météorologique de Météo-France la plus proche, « Dauphin », sur la commune de Dauphin à 10 km à vol d'oiseau, est de 12,6 °C et le cumul annuel moyen de précipitations est de 693,2 mm. 
La température maximale relevée sur cette station est de 42,1 °C, atteinte le 28 juin 2019 ; la température minimale est de −16,4 °C, atteinte le 7 février 2012,,.
Les paramètres climatiques de la commune ont été estimés pour le milieu du siècle (2041-2070) selon différents scénarios d'émission de gaz à effet de serre à partir des nouvelles projections climatiques de référence DRIAS-2020. Ils sont consultables sur un site dédié publié par Météo-France en novembre 2022.

### Environnement
La commune compte 1 069 ha de bois et forêts, soit 38 % de sa superficie.

### Risques naturels et technologiques
Aucune des 200 communes du département n'est en zone de risque sismique nul. Le canton de Manosque-Sud-Ouest auquel appartient Pierrevert est en zone 2 (sismicité moyenne) selon la classification déterministe de 1991, basée sur les séismes historiques, et en zone 4 (risque moyen) selon la classification probabiliste EC8 de 2011. La commune de Pierrevert est également exposée à trois autres risques naturels :
- feu de forêt ;
- inondation : le torrent du Chaffère déborde régulièrement[12] ;
- mouvement de terrain : quelques versants de la commune sont concernés par un aléa moyen à fort[13].

La commune de Pierrevert est, selon la base de données du ministère de l’Environnement, exposée au risque de rupture de barrage, risque non-recensé par la préfecture,.
Le plan de prévention des risques naturels prévisibles (PPR) de la commune a été approuvé en 1994 pour les risques d’inondation, de mouvement de terrain et de séisme, et en 2006 pour le risque de feu de forêt ; le Dicrim existe depuis 2011.
Le PPR a été modifié en 2012, sur les risques inondations, mouvements de terrains, séismes, incendies de forêt. Cette modification a été approuvée par arrêté préfectoral no 2012-2450 du 10 décembre 2012.
Une modification simplifiée, sur quelques éléments du risque incendies de forêt, a été approuvée par arrêté préfectoral no 2016-172-007 du 20 juin 2016.
La commune a été l’objet de huit arrêtés de catastrophe naturelle pour des mouvements de terrain dus à la sécheresse depuis 1989, et un neuvième pour des inondations et des coulées de boue en 2011. L’incendie du 24 juillet 2002 détruit 620 ha de forêt, en touchant également les communes de Corbières et Sainte-Tulle. Les deux derniers tremblements de terre fortement ressentis dans la commune, ayant dépassé une intensité macro-sismique ressentie de V sur l’échelle MSK (dormeurs réveillés, chutes d’objets) figurent ci-après. Les intensités indiquées sont celles ressenties dans la commune, l’intensité peut être plus forte à l’épicentre :
- le séisme du 17 août 1708, d’une intensité ressentie à Pierrerue de VIII et dont l’épicentre était situé à Manosque[19] ;
- le séisme du 20 mars 1812, avec une intensité ressentie de VII et Beaumont-de-Pertuis pour épicentre[20].

### Voies de communication et transports

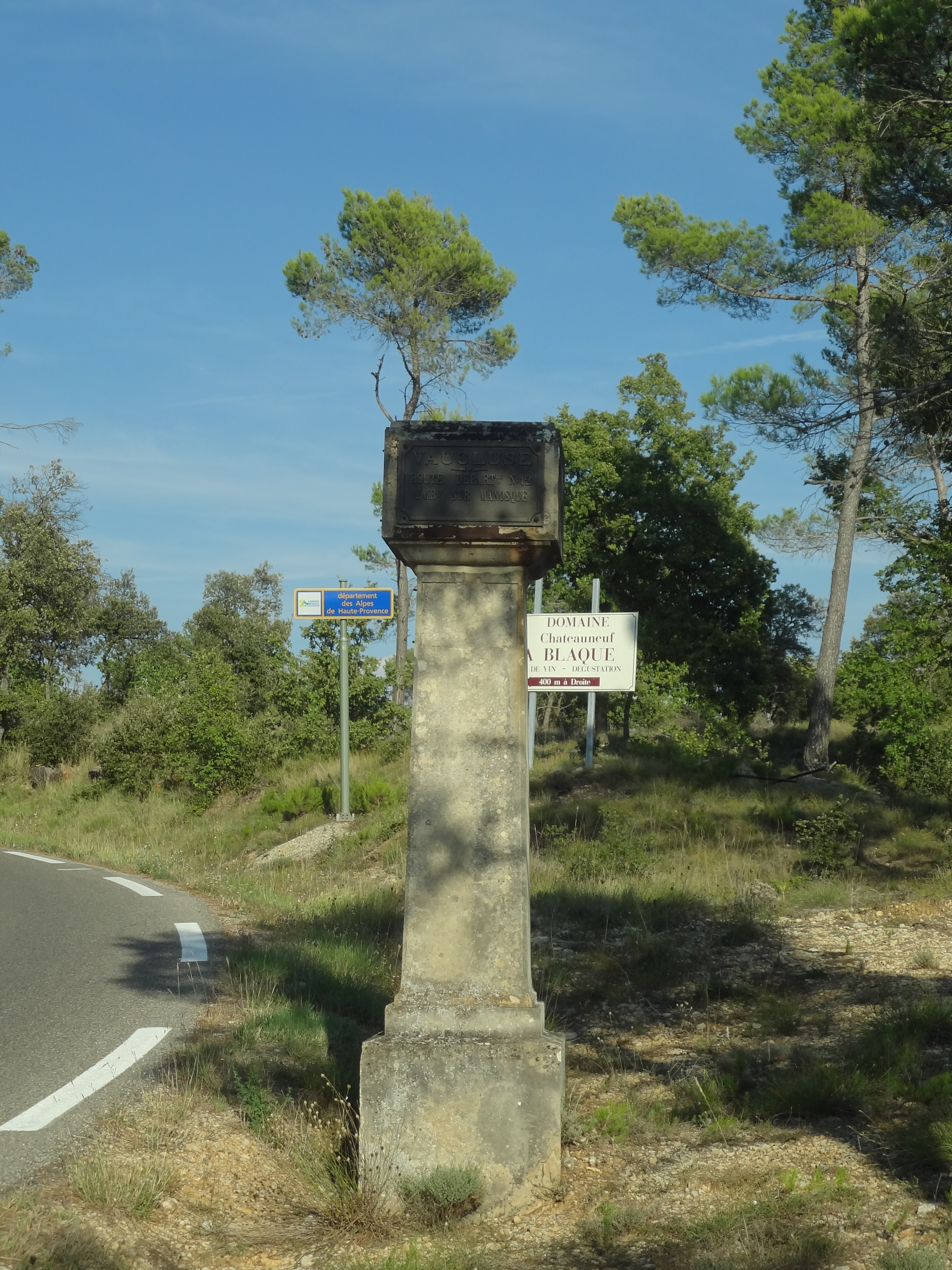
Borne limitrophe entre Vaucluse et Alpes-de-Haute-Provence, à Pierrevert.

#### Voies routières
Pierrevert est située sur la RD 105 à l'ouest, qui relie Sainte-Tulle à Lincel, et permet donc l'accès à la RD 4096 (ancienne route nationale 96) à partir du village. La commune est également desservie par la RD 6 au nord, qui rejoint Manosque à l'est et La Bastide-des-Jourdans à l'ouest. Les accès secondaires sont assurés par un réseau de voies communales.
Pierrevert est à 11 kilomètres de la bretelle autoroutière de la bretelle autoroutière de Manosque (sortie 18) située sur l'autoroute A51 qui assure une communication rapide vers le sud en direction d'Aix-en-Provence et de Marseille et vers le nord en direction de Gap et de Sisteron.

##### Distance des grandes villes françaises
L'orientation et la localisation de Pierrevert par rapport à quelques grandes villes françaises sont données dans le tableau suivant. Distance à vol d'oiseau :
| Ville                | Marseille | Nice         | Montpellier  | Lyon       | Toulouse   | Bordeaux   | Strasbourg   | Paris      | Nantes       | Lille      |
| Distance Orientation | 65 km (S) | 123 km (S-E) | 151 km (S-O) | 228 km (N) | 347 km (O) | 518 km (O) | 533 km (N-E) | 621 km (N) | 684 km (N-O) | 786 km (N) |

#### Services autocars

##### Lignes intercommunales
Le village est desservi par une ligne intercommunale.
| Ligne | Parcours              |
| ----- | --------------------- |
| 124   | Pierrevert ↔ Manosque |

##### Lignes scolaires
Des lignes de transports scolaires ont été mises en place pour rallier les trois collèges de Manosque, les trois lycées de Manosque, le lycée Félix-Esclangon, le lycée des Iscles et le lycée des Métiers-Louis-Martin-Bret ainsi que le collège de Sainte-Tulle. Ces lignes sont financées par la communauté d'agglomération Durance-Luberon-Verdon Agglomération au travers du réseau Trans'Agglo. En plus des lignes existantes du réseau, une autre a été rajoutée.
| Ligne | Parcours                  |
| ----- | ------------------------- |
| 164 S | Pierrevert ↔ Sainte-Tulle |

#### Transports ferroviaires
La gare SNCF la plus proche est celle de Manosque - Gréoux-les-Bains, située à 9 kilomètres de Pierrevert et desservie par les TER de la ligne de Lyon-Perrache à Marseille-Saint-Charles (via Grenoble).
La gare TGV la plus proche de Pierrevert est celle d'Aix-en-Provence TGV.

## Urbanisme

### Typologie
Au 1er janvier 2024, Pierrevert est catégorisée ceinture urbaine, selon la nouvelle grille communale de densité à 7 niveaux définie par l'Insee en 2022.
Elle appartient à l'unité urbaine de Manosque, une agglomération intra-départementale dont elle est une commune de la banlieue,. Par ailleurs la commune fait partie de l'aire d'attraction de Manosque, dont elle est une commune de la couronne,. Cette aire, qui regroupe 30 communes, est catégorisée dans les aires de 50 000 à moins de 200 000 habitants,.

### Occupation des sols
L'occupation des sols de la commune, telle qu'elle ressort de la base de données européenne d’occupation biophysique des sols Corine Land Cover (CLC), est marquée par l'importance des territoires agricoles (48,3 % en 2018), en diminution par rapport à 1990 (54,8 %). La répartition détaillée en 2018 est la suivante : 
forêts (36,4 %), zones agricoles hétérogènes (31,5 %), cultures permanentes (14,2 %), zones urbanisées (11 %), terres arables (2,7 %), espaces verts artificialisés, non agricoles (2,5 %), milieux à végétation arbustive et/ou herbacée (1,8 %).
L'évolution de l’occupation des sols de la commune et de ses infrastructures peut être observée sur les différentes représentations cartographiques du territoire : la carte de Cassini (XVIIIe siècle), la carte d'état-major (1820-1866) et les cartes ou photos aériennes de l'IGN pour la période actuelle (1950 à aujourd'hui).

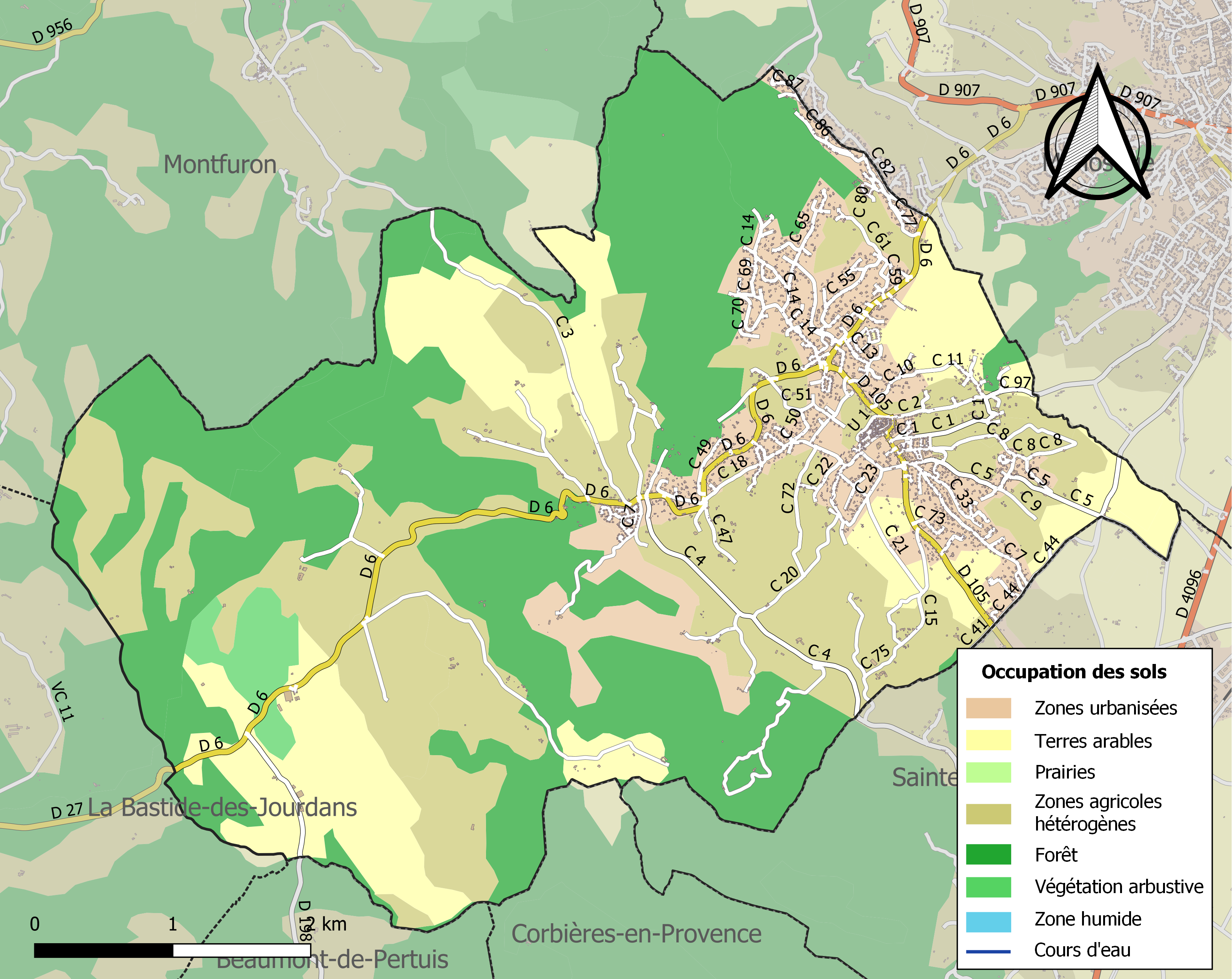
Carte de l'occupation des sols de la commune en 2018 (CLC).

## Toponymie
Le nom du village, tel qu’il apparaît la première fois sous la forme Petra viridi en 1113, qui signifie pierre verte ; le nom actuel est donc une francisation de l’occitan pèira + viridi, pour pierre verte, peut-être le lignite, bien présent sur le territoire communal. Roche sédimentaire de formation plus récente que la houille, le lignite est une roche sédimentaire composée de restes fossiles de plantes et présente des débris végétaux reconnaissables. Un ancien ouvrage daté de 1820 le certifie qu'il est courant de trouver des restes fossilisés verts lors de l'extraction de cette roche sédimentaire.
Peiravèrd en provençal.

## Histoire
Près de Pierrevert, au domaine de La Réserve, a été retrouvée une petite inscription attestant du culte de la foudre, sur un lieu qu'elle avait frappé. En effet, la foudre était considérée comme un phénomène surnaturel, expression du pouvoir d'une divinité (Jupiter ou Taranis). Le sol ainsi touché devenait sacré, isolé du monde profane par une petite enceinte cylindrique (le puteal) et signalé par une inscription. Ce rituel est courant dans une région où la foudre est fréquente, et à une époque où elle est considérée comme à la fois destructrice, et porteuse de vie (car accompagnée de pluie bénéfique à l'agriculture) ; Marcel Le Glay considère que le rituel visait ainsi à conserver avec soi une force bénéfique.
Alors que le sud-est de la Gaule était une terre burgonde, le roi des Ostrogoths Théodoric le Grand fait la conquête de la région entre la Durance, le Rhône et l’Isère en 510. La commune dépend donc brièvement à nouveau de l’Italie, jusqu’en 526. En effet, pour se réconcilier avec le roi burgonde Godomar III, la régente ostrogothe Amalasonte lui rend ce territoire.
Un castrum a probablement été édifié sur le rocher[réf. nécessaire]. Celui-ci s’était alors développé relativement loin de la voie romaine rejoignant la Domitienne vers Reillanne. La première agglomération se regroupait alors autour d’un premier château dans le quartier actuel de la Bourgade. En 1168, on dénombrait deux châteaux. Le village s'était alors déplacé vers le plus important des châteaux pour s'assurer de sa protection. Au XIIe siècle, l’abbaye Saint-André de Villeneuve-lès-Avignon y possède un prieuré (actuel quartier Saint-Michel), l’église paroissiale Saint-Pierre, et les deux églises rurales Saint-Jean et Sainte-Marguerite (elle conserve cette dernière jusqu’au XVe siècle) ; elle percevait les revenus de toutes ces églises,.
Le fief de Pierrevert relevait du comté de Forcalquier au XIIe siècle. Lorsque ce comté perd son indépendance en 1209, à la mort de Guillaume II, un de ses neveux, Guillaume de Sabran tente de le relever. Après une lutte de dix ans, il passe un accord à Meyrargues le 29 juin 1220 avec Raimond-Bérenger IV, comte de Provence et lui aussi héritier du comté de Forcalquier. Par cet accord, la moitié sud du comté, dont Pierrevert, lui est donnée. Guillaume de Sabran conserve sa moitié de comté jusqu'à sa mort, vers 1250.
Le prieuré Sainte-Marie du Bosquet dépendait lui de l’abbaye Saint-Victor de Marseille du XIe au XIIIe siècle, qui acquiert aussi au XVIIe siècle les prieurés Saint-Michel et Saint-Jean-Baptiste.
Le village était partagé en six arrière-fiefs : Beauchamp, Bouc, Carbonelle, Châteauneuf, Sainte-Marguerite et Valgast. En 1390, Pierrevert fut considérablement détruit lors du passage de Raimond de Turenne, malgré la résistance et le combat de Gaudissart. Le plus imposant des châteaux est détruit en 1792 pendant la Révolution.
Le village de Pierrevert fut tout d'abord une possession de l’abbaye Saint-Victor de Marseille. Puis, la seigneurie de Pierrevert, appartenant ensuite aux comtes de Forcalquier, fut donnée successivement aux familles des Mévouillon, Villemus, Allamanon, Anduze-la Voulte (XIVe), Lévis de Ventadour (XIVe au XVIIe siècle), Oraison, Conte et de Bernier. Valgast constituait un fief distinct au Moyen Âge La communauté relevait de la viguerie d’Apt.
Saint Patrice à qui on attribuait le fait que la population n’avait pas souffert de la peste de 1631, est le patron du village et une chapelle rurale lui est dédiée au quartier du même nom. Elle a été récemment restaurée comme la chapelle de Sainte-Marguerite.
Durant la Révolution, la commune compte une société patriotique, créée après la fin de 1792. Le prieuré Sainte-Marie est vendu comme bien national.
En 1851, à la suite du coup d'État du 2 décembre de Louis-Napoléon Bonaparte, les pays de Sisteron, Forcalquier, Manosque développent une résistance pour défendre la République : 15 000 hommes en armes sont mobilisés. Les résistants prennent le contrôle de la préfecture à Digne, et forment un Comité départemental de résistance. L'armée, ralliée à Napoléon III, vient à bout de ce mouvement en le réprimant dans la violence. Après l’échec de l’insurrection, une sévère répression poursuit ceux qui se sont levés pour défendre la République : 19 habitants de Pierrevert sont traduits devant la commission mixte, la majorité étant condamnés à la déportation en Algérie.
En janvier 1944, les bombardements alliés prennent de plus en plus d’ampleur, les armées britanniques et américaines s’étant emparé d’aéroports en Italie, plaçant ainsi le sud de la France dans leur rayon d’action. Le 21 janvier, une flotte de plusieurs dizaines de bombardiers, escortée de chasseurs, survole Pierrevert : quelques chasseurs allemands les attaquent, mais le seul avion abattu est un Focke-Wulf Fw 190 A6. Son pilote sauta hors de l’avion mais son parachute se vrilla et il mourut non loin de son appareil, s’enfonçant dans le sol.

## Politique et administration

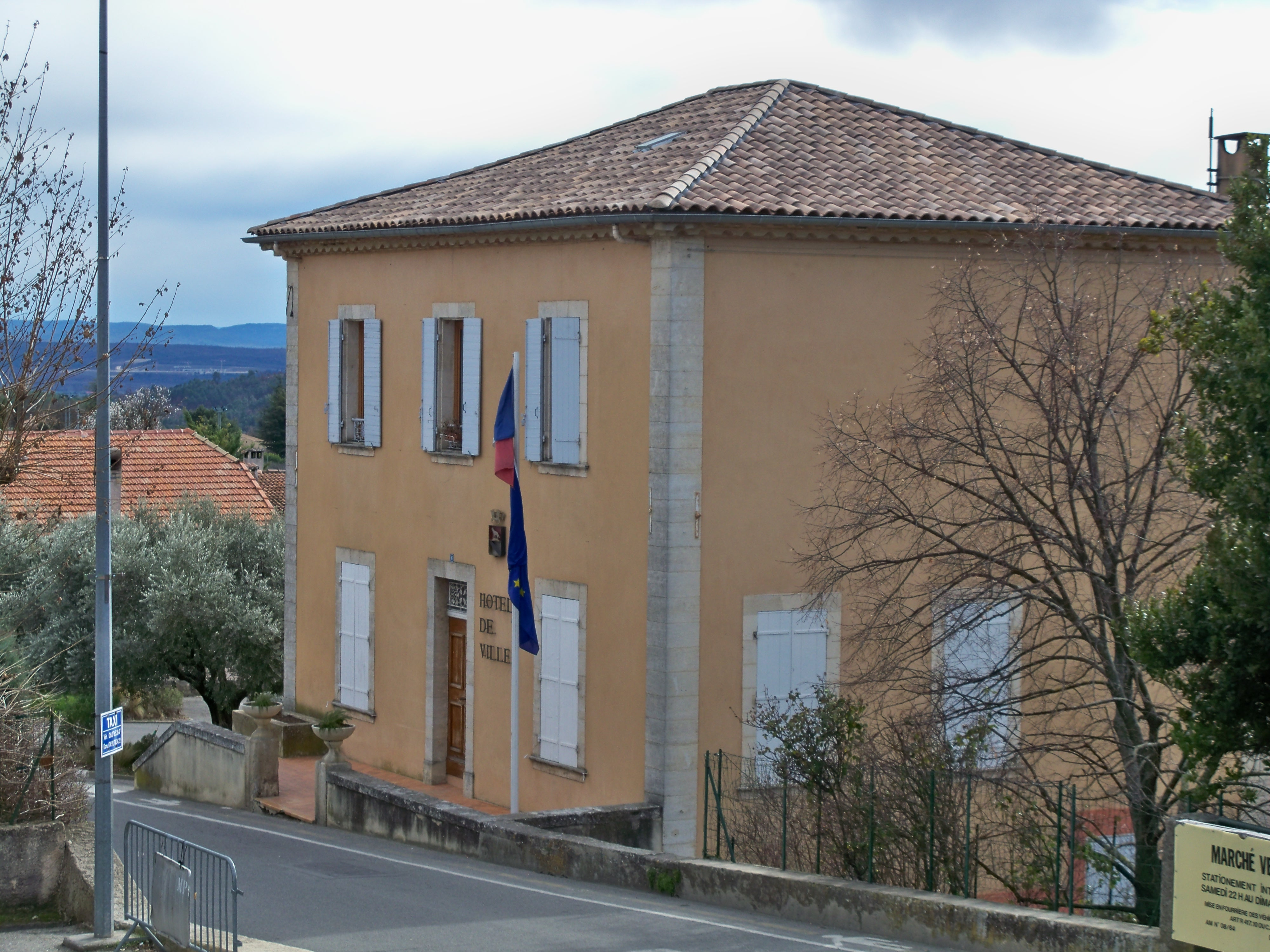
L'hôtel de ville de Pierrevert.

### Intercommunalité
Pierrevert fait partie :
- de 2002 à 2013, de la communauté de communes Sud 04 ;
- depuis le 1er janvier 2013, de la communauté d'agglomération Durance Luberon Verdon.

### Liste des maires
| Période                                  | Période                       | Identité                 | Étiquette     | Qualité                                                              |
| ---------------------------------------- | ----------------------------- | ------------------------ | ------------- | -------------------------------------------------------------------- |
| Les données manquantes sont à compléter. |                               |                          |               |                                                                      |
| 1945                                     | mars 1983                     | André Turcan             | Résistant     | Ancien résistant, se présente sous cette étiquette                   |
| mars 1983                                | mars 2001                     | Gilbert Cordier          |               | Ancien receveur de la Poste, maire honoraire                         |
| mars 2001                                | mars 2008                     | Jean Aymard              | UMP           |                                                                      |
| mars 2008                                | mars 2014                     | Sylviane Chaumont-Gorius | DVG (PS app.) | Journaliste Conseillère générale de Manosque-Sud-Ouest (2008 → 2015) |
| mars 2014                                | En cours (au 19 janvier 2021) | André Mille,             | UMP-LR        | Chef d'entreprise retraité                                           |

### Enseignement
La commune est dotée de deux écoles, une école maternelle et une école primaire.

### Politique environnementale

Pierrevert est classé une fleur au concours des villes et villages fleuris.

### Environnement et recyclage
La collecte et traitement des déchets des ménages et déchets assimilés et la protection et mise en valeur de l'environnement se font dans le cadre de la communauté d'agglomération Durance-Luberon-Verdon Agglomération.
| Pierrevert Palaia |

La commune dispose d'une déchèterie.

### Jumelages
- Palaia  (Italie) depuis 2002[49]

## Démographie
Les habitants de la commune sont appelés les Pierreverdants.

L'évolution du nombre d'habitants est connue à travers les recensements de la population effectués dans la commune depuis 1765. Pour les communes de moins de 10 000 habitants, une enquête de recensement portant sur toute la population est réalisée tous les cinq ans, les populations de référence des années intermédiaires étant quant à elles estimées par interpolation ou extrapolation. Pour la commune, le premier recensement exhaustif entrant dans le cadre du nouveau dispositif a été réalisé en 2008.

En 2022, la commune comptait 3 943 habitants, en évolution de +5,34 % par rapport à 2016 (Alpes-de-Haute-Provence : +2,84 %, France hors Mayotte : +2,11 %).
| 1765 | 1793 | 1800 | 1806 | 1821 | 1831 | 1836 | 1841 | 1846 |
| ---- | ---- | ---- | ---- | ---- | ---- | ---- | ---- | ---- |
| 723  | 768  | 755  | 886  | 908  | 852  | 821  | 902  | 871  |

| 1851 | 1856 | 1861 | 1866 | 1872 | 1876 | 1881 | 1886 | 1891 |
| ---- | ---- | ---- | ---- | ---- | ---- | ---- | ---- | ---- |
| 850  | 803  | 813  | 785  | 730  | 702  | 662  | 616  | 526  |

| 1896 | 1901 | 1906 | 1911 | 1921 | 1926 | 1931 | 1936 | 1946 |
| ---- | ---- | ---- | ---- | ---- | ---- | ---- | ---- | ---- |
| 528  | 522  | 525  | 519  | 522  | 403  | 421  | 405  | 347  |

| 1954 | 1962 | 1968  | 1975  | 1982  | 1990  | 1999  | 2006  | 2008  |
| ---- | ---- | ----- | ----- | ----- | ----- | ----- | ----- | ----- |
| 431  | 518  | 1 028 | 1 772 | 2 560 | 2 914 | 3 280 | 3 540 | 3 614 |

| 2013  | 2018  | 2022  | - | - | - | - | - | - |
| ----- | ----- | ----- | - | - | - | - | - | - |
| 3 706 | 3 890 | 3 943 | - | - | - | - | - | - |

| 1315     | 1471    |
| -------- | ------- |
| 130 feux | 18 feux |

## Économie

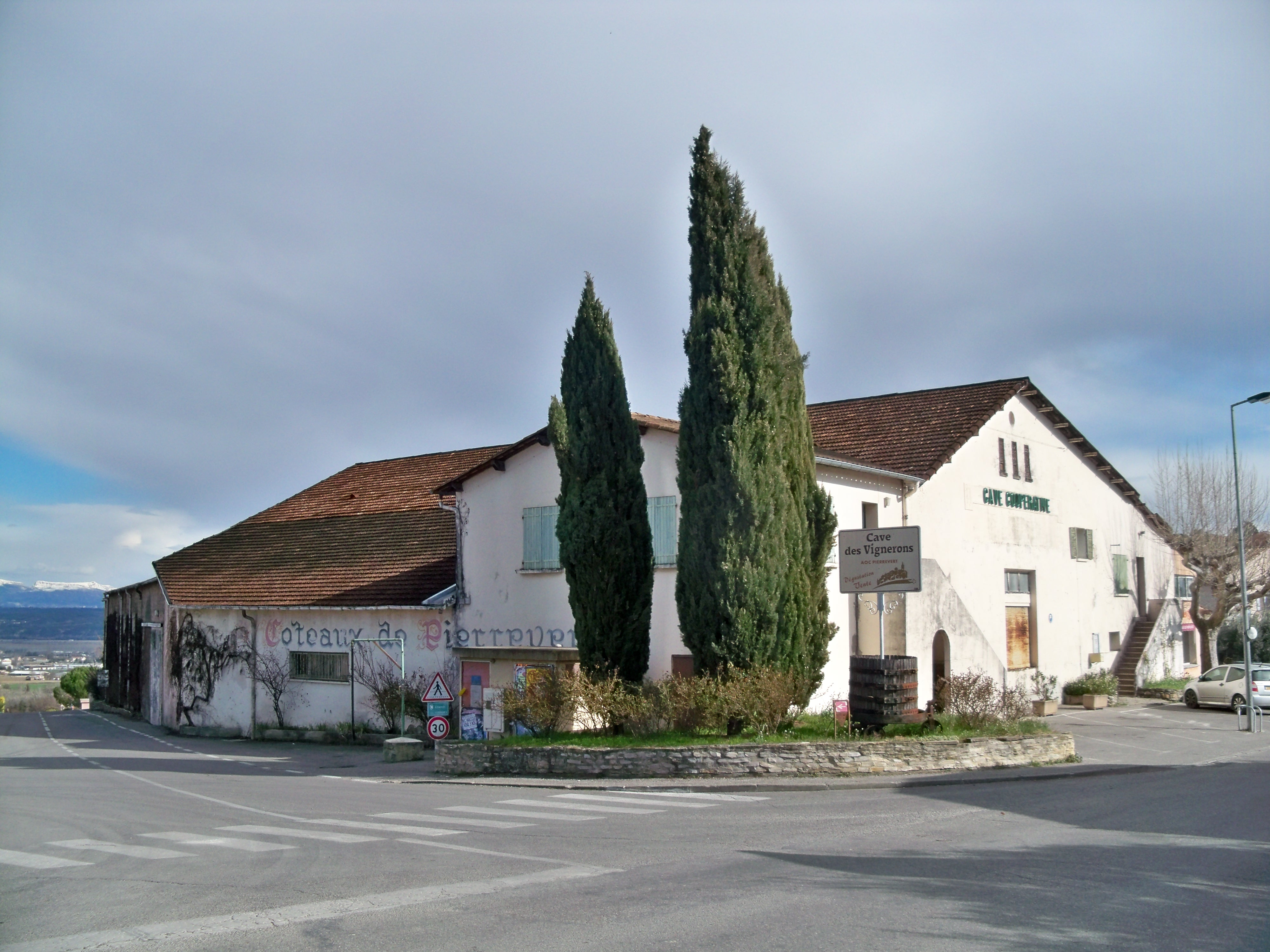
Coopérative de Pierrevert.

### Aperçu général
En 2009, la population active s’élevait à 1 600 personnes, dont 112 chômeurs (7 %) (144 fin 2011). Ces travailleurs sont majoritairement salariés (79 %) et travaillent majoritairement hors de la commune (83 %). L’agriculture, et notamment la viticulture, reste un gros employeur, plus important que le secteur secondaire.

### Revenus de la population et fiscalité
En 2010, le revenu fiscal médian par ménage était de 38 766 €, ce qui plaçait Pierrevert au 3 202e rang parmi les 31 525 communes de plus de 39 ménages en métropole et au premier rang du département des Alpes-de-Haute-Provence.

### Agriculture
La commune de Pierrevert produisait surtout des céréales, des olives et des amandes. Mais sa réputation lui venait essentiellement de la qualité de ses fruits, cerises, en particulier, qui ont valu à ses habitants le surnom de « manjo-grafien » (mangeurs de cerises).[réf. nécessaire]
Fin 2010, le secteur primaire (agriculture, sylviculture, pêche) comptait 40 établissements actifs au sens de l’Insee (exploitants non-professionnels inclus) et 40 emplois salariés.
Le nombre d’exploitations professionnelles, selon l’enquête Agreste du ministère de l’Agriculture, est de 35 en 2010. Il était de 39 en 2000, de 55 en 1988. Actuellement[Quand ?], ces exploitants sont essentiellement tournés vers la viticulture (quinze exploitations), l’arboriculture et l’oléiculture (huit exploitations) et l’élevage ovin (six). De 1988 à 2000, la surface agricole utile (SAU) a légèrement baissé, de 1800 à 1 728 ha. La SAU est repartie à la hausse lors de la dernière décennie, à 2 085 ha.

#### Viticulture
La vigne, composante de la triade méditerranéenne, est présente anciennement à Pierrevert. Au XIXe siècle, le vin produit est destiné à l’autoconsommation, mais sa qualité permet de le vendre sur les marchés du grand sud-est. Les terrains encépagés étaient surtout les coteaux (92 % des terres en vigne en 1880). En 1925, une coopérative vinicole est construite à Pierrevert, aujourd’hui dernière rescapée dans le département. La viticulture s’est développée dans les années 1930 et les efforts des viticulteurs ont abouti au classement en Vin délimité de qualité supérieure (VDQS), en 1959 puis au classement en AOC, en 1998 avec le label "Coteaux de Pierrevert". Outre la structure coopérative, il existe sur le territoire de la commune deux domaines privés importants[réf. nécessaire]. La coopérative Les Vignerons produit également du vin AOC Côtes du Ventoux, avec la plus petite production de tous les Côtes du Luberon.
Actuellement[Quand ?], la commune est la principale commune viticole du département : 450 ha sont plantés en vigne, soit 50 % de la vigne des Alpes-de-Haute-Provence. Le vin est toujours d’assez bonne qualité, le label Pierrevert (AOC) assurant qualité et facilitant la commercialisation.

#### Oléiculture
La culture de l’olivier est pratiquée dans la commune depuis des siècles. L’oliveraie de Pierrevert occupait près de 100 hectares au début du XIXe siècle, et compte actuellement plusieurs milliers de pieds exploités.

### Artisanat et industrie
Fin 2010, le secteur secondaire (industrie et construction) comptait 51 établissements, employant 35 salariés.
Des mines de lignite se trouvaient sur la commune. Riorda, entreprise de BTP, emploie 11 salariés.

### Activités de service
Fin 2010, le secteur tertiaire (commerces, services) comptait 162 établissements (avec 97 emplois salariés), auxquels s’ajoutent les 33 établissements du secteur administratif (regroupé avec le secteur sanitaire et social et l’enseignement), salariant 87 personnes.
D'après l’Observatoire départemental du tourisme, la fonction touristique est secondaire pour la commune, avec moins d’un touriste accueilli par habitant, l’essentiel de la capacité d'hébergement étant non-marchande. Plusieurs structures d’hébergement à finalité touristique existent dans la commune :
- plusieurs meublés labellisés[70] et non-labellisés[71] ;
- des chambres d’hôtes[72].

Les résidences secondaires n’apportent qu’un faible complément à la capacité d’accueil : au nombre de 116, elles représentent 6 % des logements,.
Une foire du cheval est créée à Pierrevert par Jean Russo en 1978 ; elle se maintient mais en déclinant.

## Culture locale et patrimoine

### Lieux et monuments
Pierrevert conserve la porte Saint-Joseph (1701) (inscrite à l’inventaire supplémentaires des monuments historiques) sur les quatre d'origine de son rempart, avec quelques éléments de la courtine. Les deux châteaux ont été rasés, un lors des guerres de religion, l'autre à la Révolution. Les restes du château Sainte-Marguerite ou château des Tributiis consistent en quelques fenêtres Renaissance intégrées dans la ferme actuelle, côté cour,. Ces fenêtres sont en gypserie et datent du milieu du XVIe siècle. Le décor intérieur est inscrit comme monument historique. L'église certainement élevée sur l'emplacement d'un oppidum gallo-romain est restaurée.[réf. nécessaire]
La chapelle Sainte-Marguerite est située près de la route qui relie Pierrevert à La Bastide-des-Jourdans dans les vignes et au bord d'un bois, au droit de la cave de Régusse. Dotée de contreforts massifs, elle a été restaurée en 1934, puis à nouveau dans les années 2000.
Par ailleurs, au cœur du village, se trouve l’église Saint-Pierre. Les bases des murs datent du Moyen Âge (XIIIe siècle), le bas-côté nord étant encore plus ancien. Le reste de l’église (XVIIe siècle). Son clocher domine le village et sa porte est datée du XVIIIe siècle. Le portail XVIe siècle vient d’une église démolie (à l’emplacement de l’actuel oratoire Saint-Jean-Baptiste) ; il est inscrit comme monument historique. L’église a des parties de différentes époques, avant 1722, pour la nef de la Vierge, agrandi deux fois par la suite, en 1722 et 1822.
Allant vers Sainte-Tulle, un peu à l'ouest, se trouve la chapelle Saint-Patrice datée du XIVe siècle, saint irlandais qui aurait protégé le village de la peste en 1631. Elle a été restaurée en 1813. Elle est située au cœur de la campagne et fait l'objet d'un pèlerinage annuel.
L'oratoire Saint-Jean-Baptiste est situé à l'extrémité ouest de la colline du village. Autrefois, il y avait là une église dont le porche aurait été réutilisé pour l'entrée de l'église Saint-Patrice. L'oratoire est composé d'un socle de pierre imposant surmonté d'une croix en fer.
L'oratoire Saint-Joseph, en bordure du carrefour Saint-Joseph, à l'intersection de la route de Manosque, de la route de La Bastide-des-Jourdans et de la route de Pierrevert, a été érigé pour célébrer le jubilé de 1852. On l'a ensuite regravé pour le jubilé de 1865. La statue de saint Joseph paraît être en fait un santon, habillé de tissu, et à la face burinée et très sculptée.
Les autres chapelles rurales sont à l’état de ruines. Ainsi, Notre-Dame des Dones (qui datait du IXe siècle)[réf. nécessaire] ou Saint-Véran ont totalement disparu, comme la chapelle de Saint-Michel ou Notre-Dame des Aires, sur la route de Sainte-Tulle.

Monuments de Pierrevert.
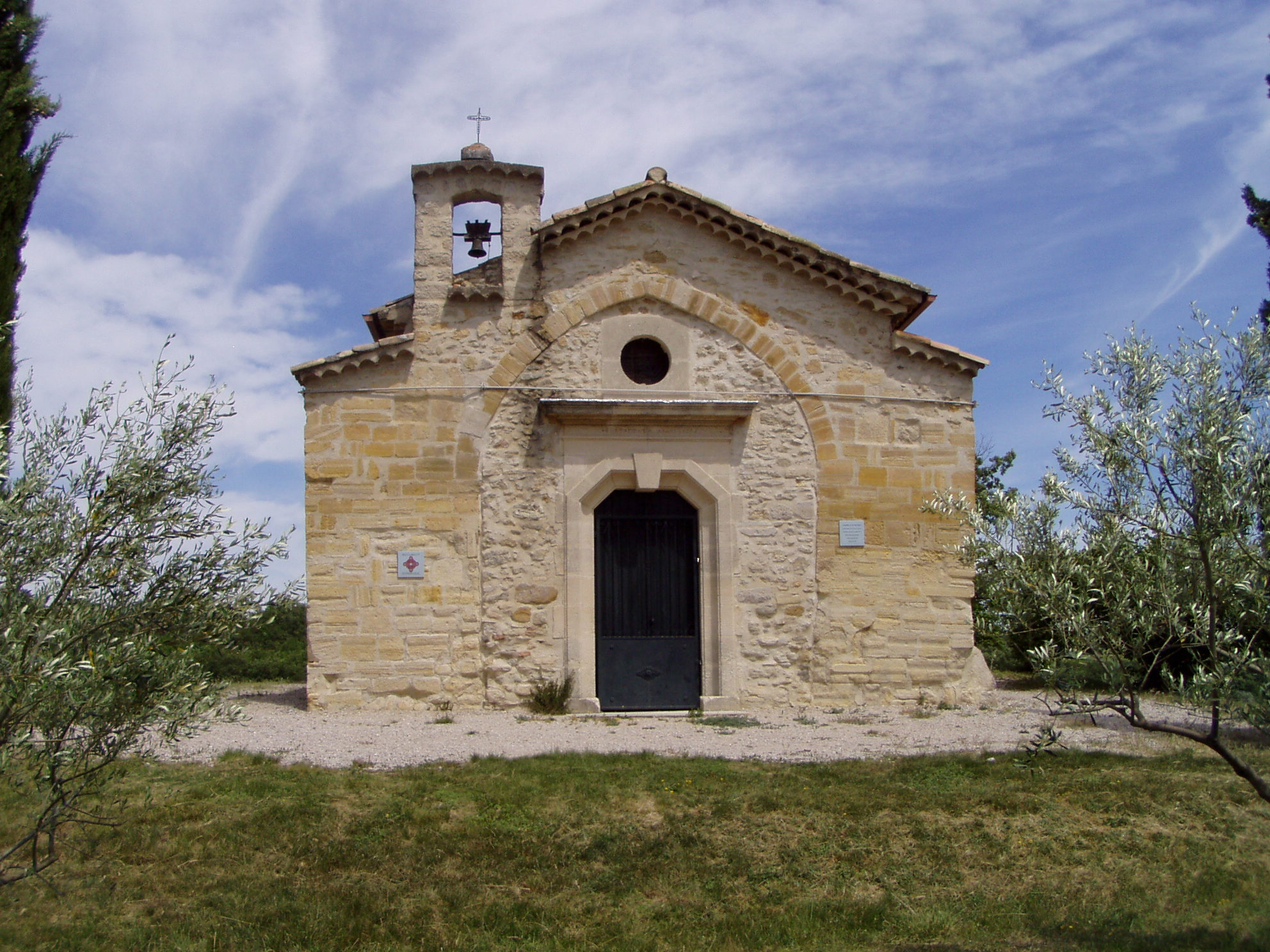
Chapelle Saint-Patrice.
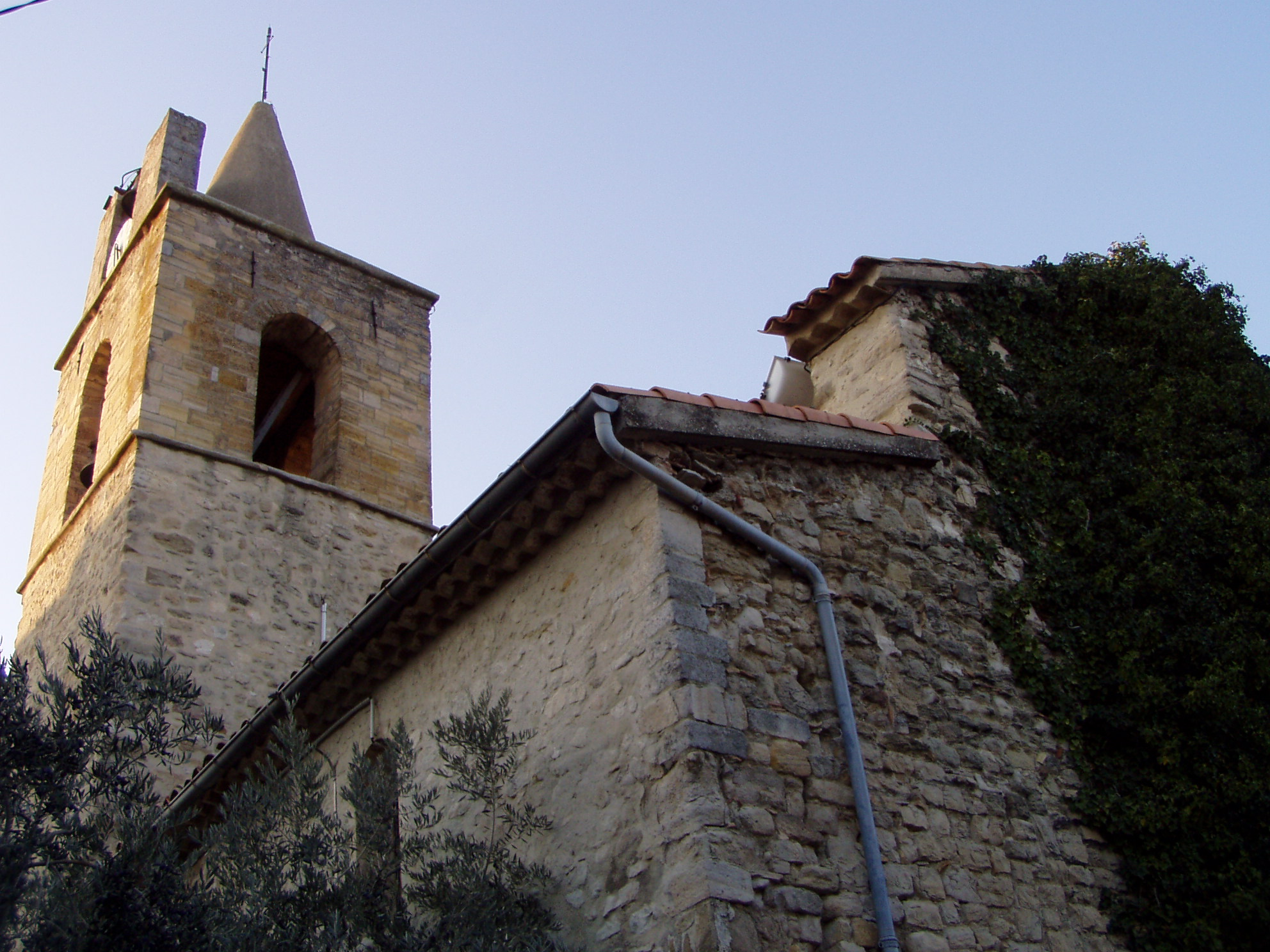
Église Saint-Pierre.
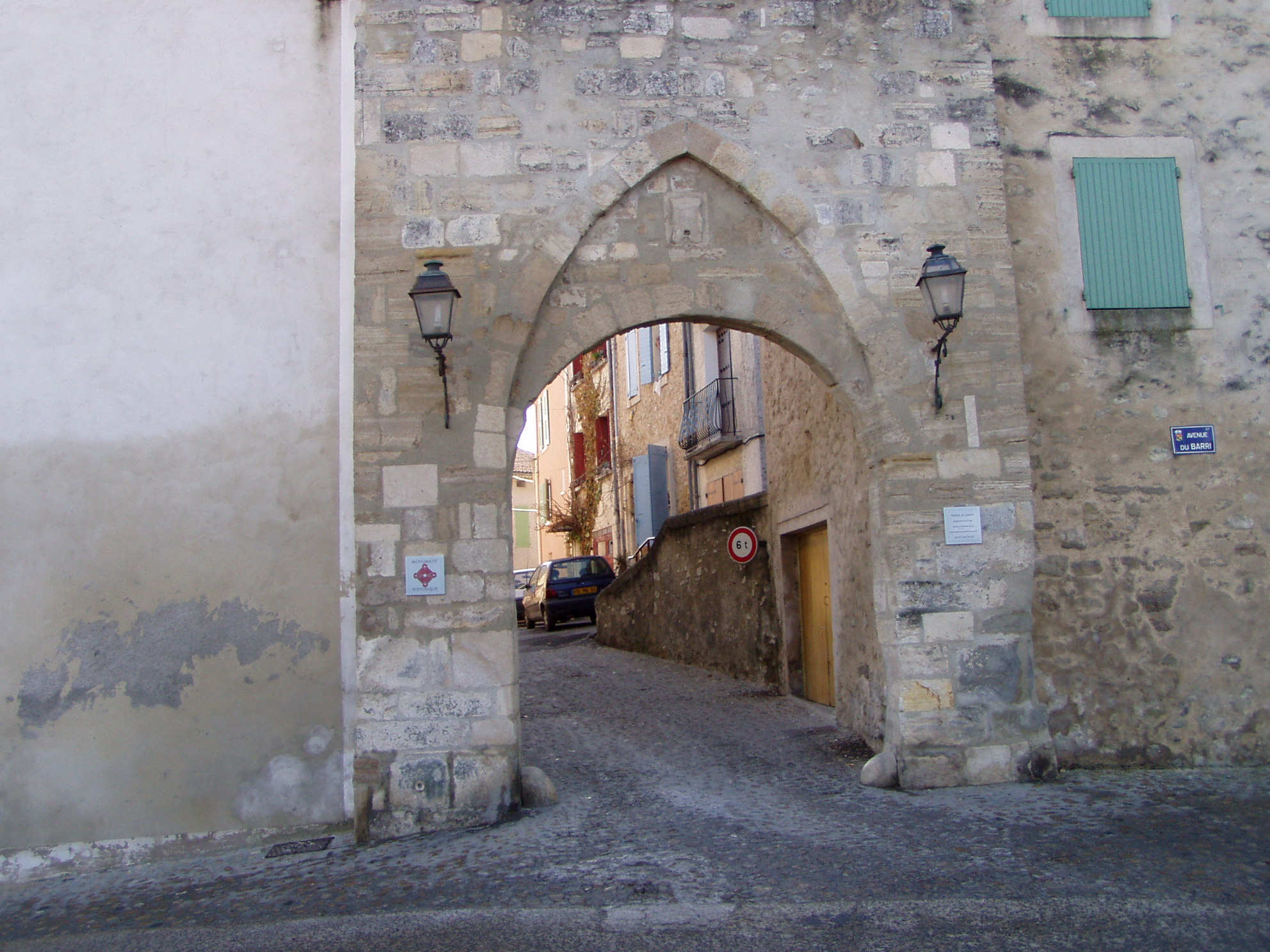
Porte Saint-Joseph.
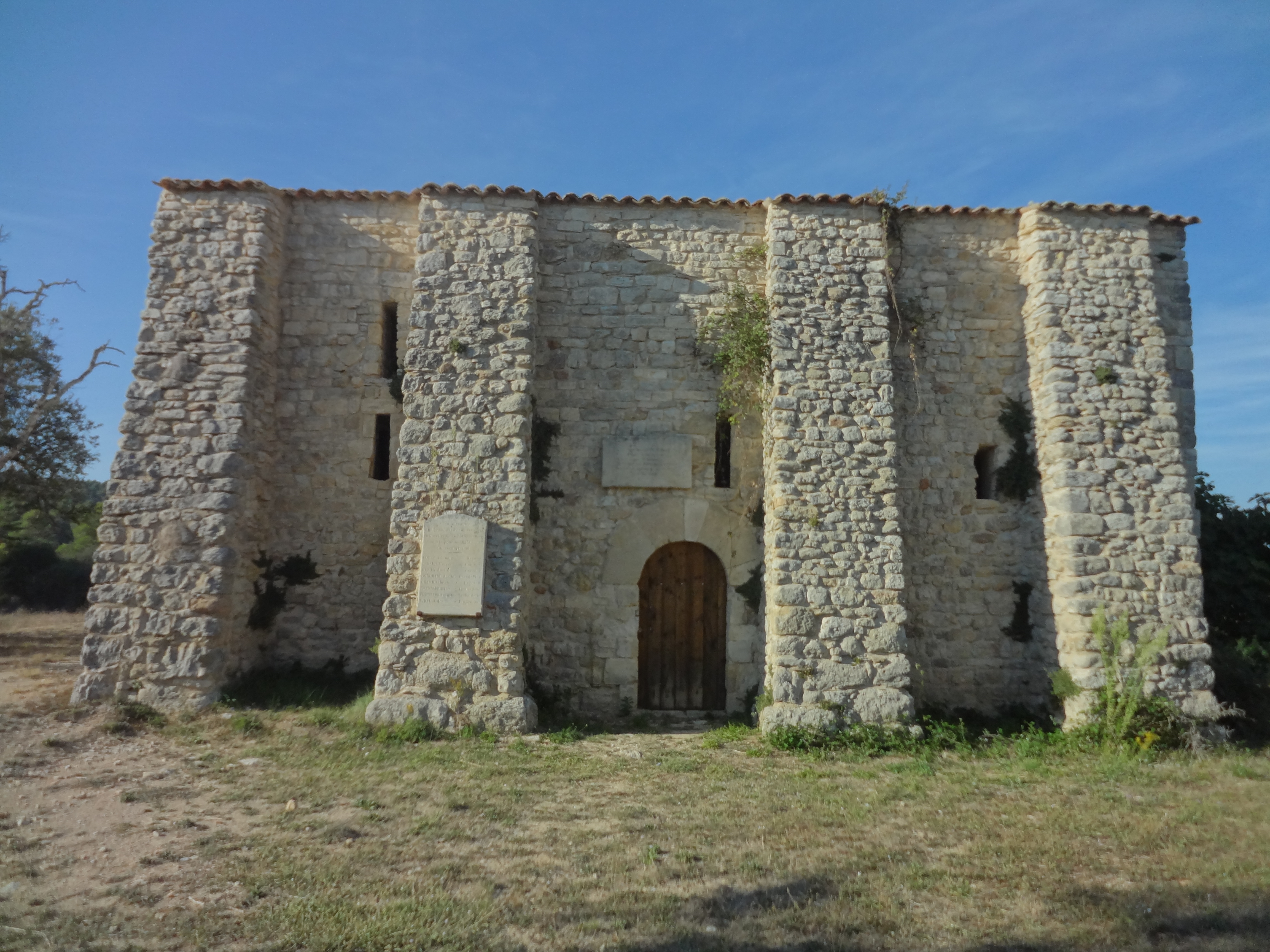
Chapelle rurale Sainte-Marguerite.

### Personnalités liées à la commune
La commune de Pierrevert a vu naître des personnages célèbres :
- Ferdinand Marc Antoine Bernier de Pierrevert (1761-1786), chevalier de Malte, lieutenant de vaisseau, participant à la guerre d'indépendance des États-Unis, membre de l'état-major de l'expédition de La Pérouse, il meurt noyé à la baie ces Français à Lituya (Alaska) le 11 juillet 1786 ;
- Gaston Berger (1896-1960), philosophe et résistant au maquis de Pierrevert, repose au cimetière de la commune ;
- Jean-Baptiste Roux-Alic (1910-2001), général de division, a vécu dans la maison située près de la fontaine en haut du village de Pierrevert, rue Élémir-Bourges ;
- Louis Trabuc (1928-2008), peintre, y vécut durant des décennies depuis 1956.

### Héraldique
| Blason de Pierrevert | Blason  | De gueules, à un renard d’or coupé d’or, à une bande de sable. |
| Blason de Pierrevert | Détails | Le statut officiel du blason reste à déterminer.               |